# Agro romano
L'Agro romano è una vasta area rurale (in parte pianeggiante e in parte collinare) che si estende attorno alla città di Roma. Politicamente e storicamente ha rappresentato l'area di influenza del governo municipale di Roma. Il termine fu ripristinato da Flavio Biondo (XV secolo) e in età umanistica veniva utilizzato per indicare l'area della campagna romana nel distretto municipale di Roma.

## Geografia
L'Agro romano viene spesso confuso con la campagna romana, la quale in realtà designa il territorio collinare e a tratti pianeggiante interamente compreso sul lato sinistro del bacino del Tevere, fino ai Monti Prenestini, ai Colli Albani, al fiume Astura (nei comuni di Aprilia, Nettuno e Latina) e al mar Tirreno. Dopo il fiume Astura la campagna romana lascia invece posto all'Agro Pontino.

## Storia

### Età romana
La Roma di Romolo e dei suoi immediati successori aveva un territorio molto ristretto, anche rispetto ad altre città latine vicine come Praeneste: e questo territorio era delimitato dai "termini", cippi piantati nel terreno a delimitazione dell'area di influenza di una città o di un privato cittadino. La leggenda vuole che proprio per una questione di confini (quindi di superamento dei termini) Tullo Ostilio dichiarasse guerra ad Alba Longa distruggendo la gloriosa città latina ed incamerandone i territori, nel 635 a.C.
Con la proclamazione della Repubblica nel 509 a.C., tutto il territorio occupato dai Romani nel Latium vetus venne proclamato ager publicus, dunque l'equivalente degli attuali terreni demaniali, gestiti dallo Stato e concedibili ai privati. Le autorità municipali romane all'epoca erano i consoli stessi.
Ottaviano Augusto costituì la carica del praefectus Urbis ed altre cariche che divisero l'amministrazione della città di Roma da quella dell'Impero romano. Perciò si pose anche il problema di delimitare il territorio del municipium di Roma: oltre alla Regio I Latium et Campania amministrata da un governatore apposito, i confini dell'autorità municipale di Roma vennero fissati ad centesimum lapidem, ovvero "al centesimo miglio" (1 miglio romano = 1482,5 m) di ciascuna via consolare convergente a Roma. Perciò de iure le autorità municipali romane controllavano la quasi totalità del Lazio e parte della Toscana da Talamone a Terracina e anche parte dell'Abruzzo e dell'Umbria. La stessa ripartizione territoriale venne confermata dalla nuova suddivisione delle province fatta da Diocleziano.

### Medioevo
Dopo la caduta dell'Impero, i praefecti Urbis continuarono ad essere eletti finché non vennero totalmente esautorati della loro potestà di fronte all'avanzare del potere del papa, che divenne quindi il vero rappresentante del municipio di Roma.
L'Agro romano, inteso come zona politicamente soggetta al municipio di Roma, continuava ad estendersi teoricamente usque ad centesimum lapidem, ma in pratica molte zone di confine erano finite in mano ai Longobardi e altre furono amministrate da enti religiosi se non dallo stesso Papa che iniziò a gestire il territorio tramite il sistema dei patrimonia e delle domuscultae.

### Dal Seicento a oggi
Le tenute, vaste centinaia di rubbia, rimasero pressappoco le stesse fino alla metà del Novecento. Il primo Catasto, quello Alessandrino del 1660, enumera infatti 380 tenute, la Topografia geometrica dell’Agro Romano del 1692 ne riporta 411.
Come conseguenza della creazione del Catasto gregoriano, dal 1835 l'Agro romano assunse anche una valenza giuridica ed amministrativa, risultando esattamente determinato nei suoi limiti; ad esempio godeva della rappresentanza civica per l'amministrazione romana. Costitutiva inoltre una rilevante fonte di rendita (e quindi di reddito); ad esempio, l'imposta sul sale e del focatico vi rendeva più di 200000 fiorini.
L'Agro romano, come definito nel 1783 dal Catasto Gregoriano, si estendeva intorno a Roma, per 47 chilometri come massima estensione, per 8 chilometri per la minima, coprendo un'area di 206927,11 ettari. Nel 1810 la Consulta straordinaria, nel periodo in cui Roma era parte del Primo Impero francese di Napoleone, confermando l'appartenenza dell'Agro al territorio comunale, ricomprese in questo i comuni e villaggi di Cerveteri, Ceri, Palo Laziale, Fiumicino, Pratica, Ardea, Isola Farnese e La Storta.
Il motu proprio del 6 luglio 1817 di papa Pio VII estese i confini del municipio di Roma assegnandole i territori meno popolati verso l'interno (oggi Roma est), oltre alle zone che formano gli attuali comuni di Fiumicino, Pomezia, Ardea ed Aprilia, come parte dell'Agro romano; fino ad allora questi ultimi erano completamente abbandonati poiché quasi interamente paludosi. Il comune di Roma poté quindi avere i confini ben delimitati, all'interno dei quali il Senatore di Roma aveva il compito di amministrare, che risultarono molto più ampi di quelli che sin dall'Alto Medioevo definivano la Città di Roma, e non rimasero più nebulosi, fino ad oggi.
Nel nuovo Catasto riformato di Roma del 1870, aggiornato anche per definire le pretese territoriali dei comuni limitrofi (come Civitavecchia, Formello o Albano Laziale) l'Agro contava 357 tenute agricole, che assommavano per un'estensione di 197840 ettari.